# René Worms
René Worms, född den 8 december 1869 i Rennes, död den 12 februari 1926 i Paris, var en fransk nationalekonom. Han var son till Émile Worms.
Worms disputerade i Paris för doktorsgrad i juridik och i filosofi, blev juris professor i Caen 1897 och professor i nationalekonomi vid handelshögskolan i Paris 1902, men inriktade sig alltmera på sociologi. Han grundlade och utgav från 1893 Revue internationale de sociologie, som var organ för det samma år stiftade Institut international de sociologie, liksom för Société de sociologie de Paris (1895). Bland hans arbeten märks Philosophie des sciences sociales (tre band, 1903–1907).